# Exetastes vittatipes
Exetastes vittatipes là một loài tò vò trong họ Ichneumonidae.